# Sarton (Mondkrater)
Sarton ist ein Einschlagkrater auf der Mondrückseite.
Der Krater liegt von der Erde aus gesehen hinter dem nordwestlichen Rand des Mondes, im Gebiet zwischen dem riesigen Krater Birkhoff im Nordwesten und Landau in südöstlicher Richtung. In unmittelbarer Nachbarschaft schließt sich im Nordwesten Weber an.
Der Kraterboden ist relativ eben, neben dem zweigipfligen Zentralberg finden sich noch zwei nennenswerte Einschläge in der nördlichen Hälfte. Die Entstehungszeit des Kraters wird der nektarischen Periode zugerechnet.
Sarton hat drei Nebenkrater:
| Buchstabe | Position            | Durchmesser | Link |
| --------- | ------------------- | ----------- | ---- |
| L         | 46,83° N, 120,34° W | 44 km       |      |
| Y         | 51,26° N, 121,75° W | 25 km       |      |
| Z         | 51,35° N, 121,02° W | 28 km       |      |

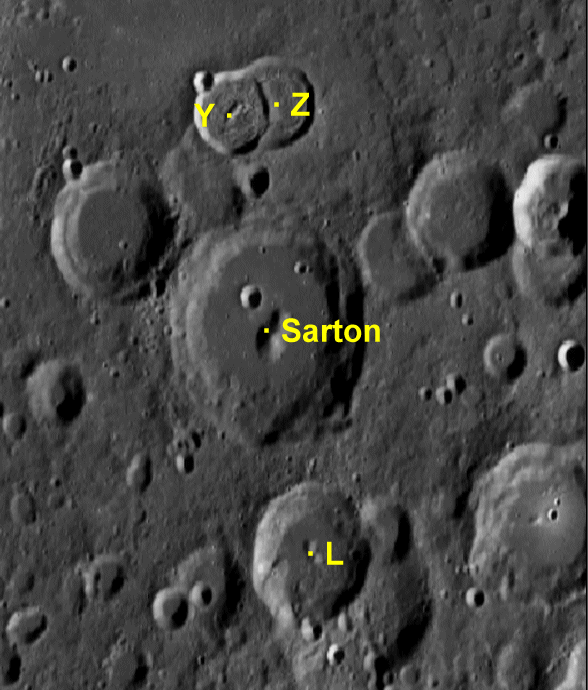
Sarton mit seinen Nebenkratern

Der Krater wurde 1970 von der IAU offiziell nach dem belgisch-US-amerikanischen Naturwissenschaftshistoriker George Sarton benannt.

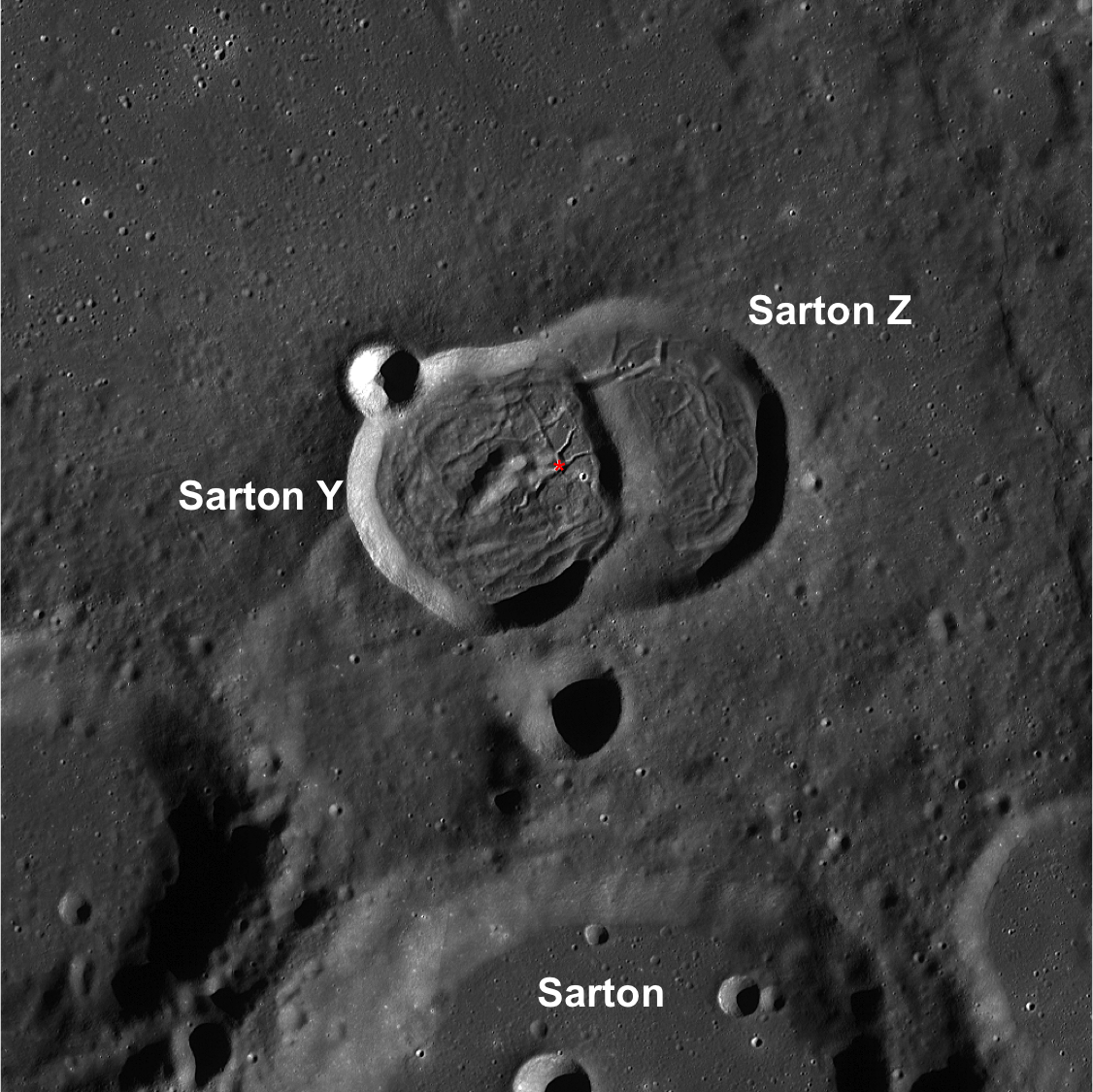
Sarton Y und Z

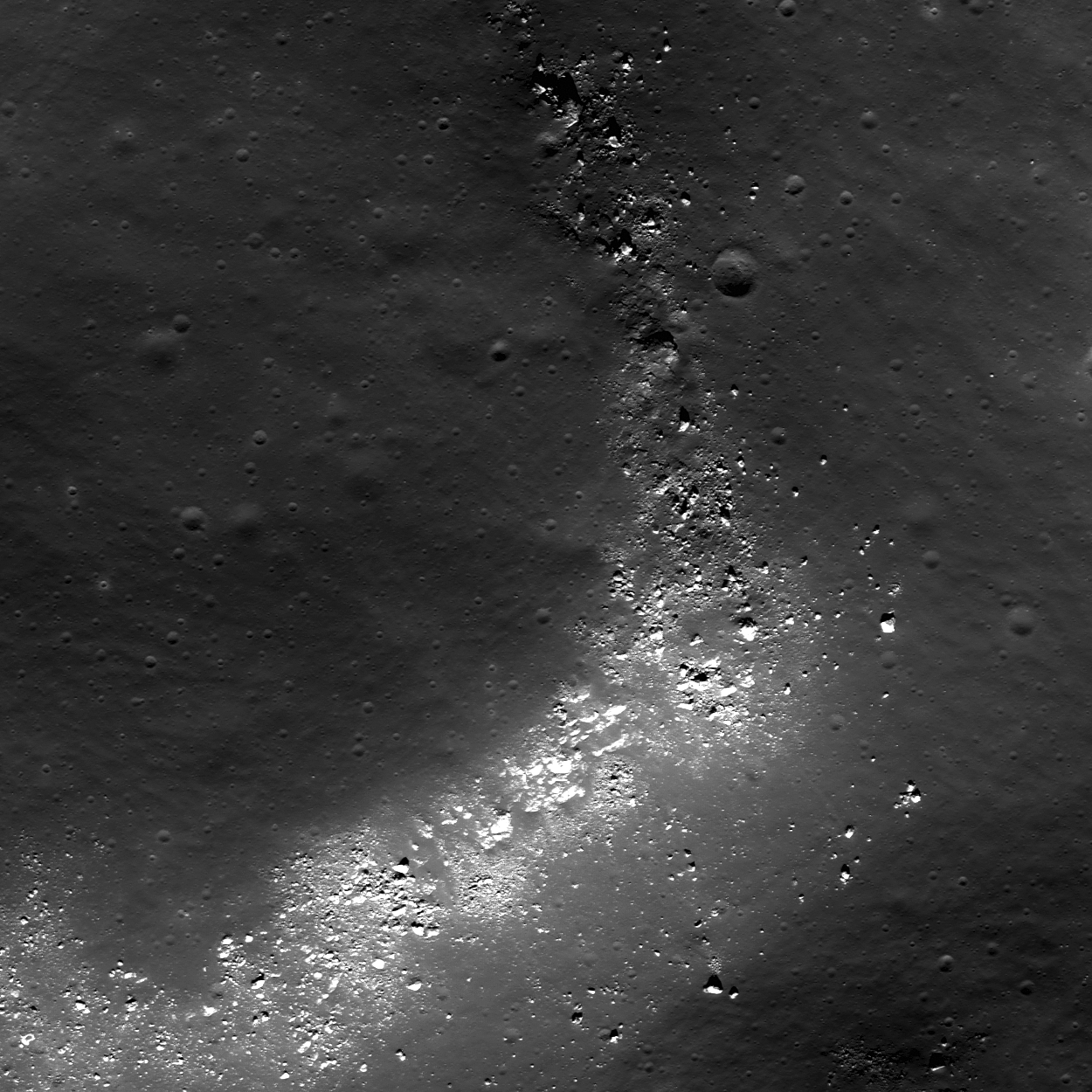
Detailaufnahme zur rot markierten Stelle des obigen Bildes

## Sarton Y und Z
Die beiden Nebenkrater Sarton Y und Z bilden ein Paar sich teilweise überlagernder Krater, Sarton Y überlagert Sarton Z. Beide Krater haben im Vergleich zur näheren Umgebung die Besonderheit, dass das Innere rillen- und bruchartige Strukturen aufweist, das heißt, dass es sich um sogenannte Floor-fractured crater handelt. Eine mögliche Erklärung wäre, dass durch den späteren Einschlag von Sarton Y beide Nebenkrater derart erhitzt wurden, dass sich durch die anschließenden Abkühlprozesse die beobachteten Strukturen ausgebildet haben. Das zweite Bild zeigt eine Detailaufnahme einer solchen Struktur.